# SILK
SILK to format kompresji dźwięku i kodek audio opracowany przez Skype Limited, obecnie spółkę zależną Microsoftu. 
Został on opracowany do użytku w Skype, jako zamiennik kodeka SVOPC. Od momentu wycofania licencji był również używany przez innych. Został rozszerzony o internetowy standardowy kodek Opus. 

## Implementacja
- Stabilna wersja SILK została po raz pierwszy wprowadzona w wersji beta 3 Skype'a 4.0 dla systemu Windows, wydanej 7 stycznia 2009 roku. [3]
- Ostateczna wersja Skype'a 4.0 została wydana 3 lutego 2009 roku. [4] [5]
- 22 marca 2011 roku platforma gier Steam zaczęła używać kodeka SILK do zintegrowanego czatu głosowego w grze i społeczności.
- Później, 14 kwietnia, w Team Fortress 2, kodek został zaimplementowany do czatu głosowego w grze. [6]
- 29 stycznia 2013 roku zaktualizowana do SteamPipe platforma GoldSrc zaczęła używać kodeka SILK do czatu głosowego w grze.
- Stwierdzono, że jest on używany w Zoomie. [7]